# Río Pirrís
Río Pirrís är ett vattendrag i Costa Rica. Det ligger i den centrala delen av landet, 50 km sydväst om huvudstaden San José.